# ペントリッジ刑務所

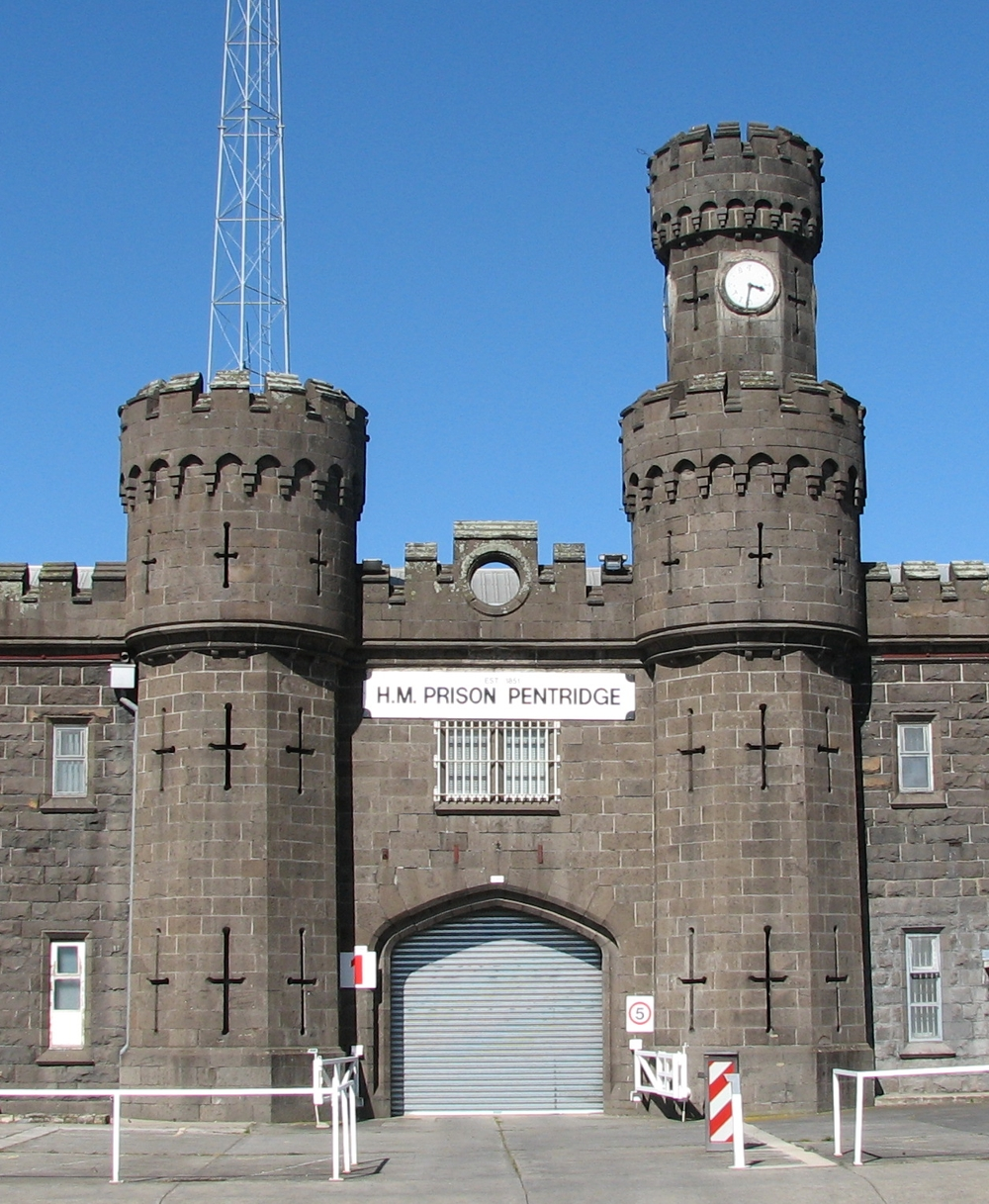
ペントリッジ刑務所

ペントリッジ刑務所 (ペントリッジけいむしょ、英語: Pentridge Prison) は、オーストラリアのビクトリア州コバーグに位置する刑務所。1850年に建設され、1851年から囚人を収容し始めた。ブルーストーンカレッジという通称で知られている。1997年5月1日に公式に閉鎖され、現在は団地の建設のために一部が解体され、前門の部分は残されているものの、住宅ができることを考慮して裏側の壁は取り壊された。
内部は囚人の罪状ごとに9段階にアルファベットが振り分けられ、アルファベットが進むごとに重い犯罪者となっており、1994年に公開されたオーストラリアの映画Everynight ... Everynightでは刑務所の内部のうち7段階目のHディビジョンの内部を見ることができる。最も重い犯罪者のKディビジョンはJika Jikaと呼ばれ、700万オーストラリアドルをつぎ込んで1980年に開設された。そのセキュリティの固さより「刑務所の中の刑務所」と呼ばれたものの、1983年に4人の囚人が脱獄した。

## 収容された著名な囚人
- ネッド・ケリー
- チョッパー・リード(Mark "Chopper" Read)
- ロナルド・ライアン(Ronald Ryan)